# Teatri di Foggia
I principali teatri di Foggia sono diciannove.

## Lista
| Nome                               | Inaugurazione | Posti | Note | Immagine |
| ---------------------------------- | ------------- | ----- | --- | -------- |
| Teatro Comunale "Umberto Giordano" | 1828          | ...   | Il Teatro Comunale, situato nel centro storico della città, recentemente sottoposto ad una delicata fase di restauro che lo ha riportato al suo antico splendore, era uno dei più importanti teatri del regno ed il più antico dopo il San Carlo di Napoli                                                           |          |
| Anfiteatro Comunale "Mediterraneo" | ...           | 3000  | Teatro all'aperto situato nei pressi della villa comunale, attualmente CHIUSO perché ha bisogno di lavori di adeguamento e sicurezza | _        |
| Teatro del Fuoco                   | ...           | 395   | Il suo nome deriva dalla precedente funzione del palazzo dove adesso si trova questo teatro, dato che prima era la sede dei vigili del fuoco. | _        |
| Oda Teatro                         | ...           | ...   | Teatro costruito nei pressi del quartiere fieristico, usato per la compagnia teatrale "Cerchio di Gesso" | _        |
| Teatro Cinema Ariston              | ...           | ...   | Cinema-teatro, costruito nei pressi della stazione, attualmente non più in uso | _        |
| Teatro Cinema Cicolella            | ...           | ...   | Situato nel quartiere della stazione | _        |
| Teatro Cinema Falso Movimento      | ...           | ...   | Situato nel centro storico, in struttura appartenente al circuito "Cinema d'autore", alle spalle della Basilica Cattedrale | _        |
| Teatro Sant' Anna                  | ...           | ...   | Teatro costruito nei pressi del centro storico, nella struttura dove vi era la casa circondariale della città, usato per la compagnia teatrale "Foggia Teatro" | _        |
| Piccolo Teatro                     | ...           | ...   | Teatro costruito nei pressi di Piazza Giordano, usato per la compagnia teatrale "Palcoscenico" | _        |
| Teatro Regio di Capitanata         | ...           | ..    | Teatro situato nella zona dell'ex ippodromo, usato per la compagnia teatrale "Enarchè" | _        |
| Teatro dei Limoni                  | ...           | ...   | Situato nel quartiere settecentesco, usato per la compagnia teatrale "Teatro dei Limoni" | _        |
| Teatro della Polvere               | 2016          | 80    | Situato nel quartiere settecentesco, usato per la compagnia teatrale del "Teatro della Polvere". Nasce grazie al contributo di alcuni soci fondatori del C.U.T. Centro Universitario Teatrale di Foggia, di studenti dei corsi del C.U.T. Foggia, e di alcuni attori locali                                          |          |
| Con.Ar.T. Teatro                   | 2010          | 99    | Situato nel quartiere Villaggio Artigiani, presso la sede sociale del CONART (Consorzio Artigiani del Tavoliere) | _        |
| Piccolo Teatro impertinente        | ...           | ...   | Situato nei pressi del centro storico, usato dalla "Piccola Compagnia Impertinente" | _        |
| Teatro San Pietro                  | ...           | ...   | Situato nel quartiere Macchia Gialla, usato per la compagnia culturale "ScenAperta" | _        |
| Teatro San Paolo                   | 1965          | 256   | Situato nel quartiere CEP. In esso trova stabile attività la Compagnia del Pittagium con spettacoli in vernacolo, oltre alle piccole compagnie teatrali della parrocchia. Il teatro è anche a disposizione di altri eventi cittadini, in quanto ospita spettacoli di famose compagnie teatrali della città di Foggia | _        |
| Teatro San Michele                 | ...           | ...   | ... | _        |
| Teatro Pace e Bene                 | ...           | ...   | ... | _        |
| Teatro Sacro Cuore                 | ...           | ...   | ... | _        |

## Teatro comunale U.Giordano
Alcuni hanno una storia importante, come il Teatro Comunale "Umberto Giordano": i lavori per la costruzione del Teatro Comunale a Foggia iniziarono nel 1825 e terminarono nel 1828, anno in cui fu inaugurato ed intitolato al re Ferdinando. Era uno dei più importanti teatri del regno. Il progetto si deve all'architetto napoletano Luigi Oberty che gli impose il raffinato stile neoclassico, in voga a quei tempi e che arricchisce molti scorci della Foggia ottocentesca. Il teatro però risultò essere insufficiente per ospitare il grande pubblico foggiano cosicché, a pochi anni dall'apertura, fu ampliato e l'iniziale progetto dell'Oberty fu rivisitato sostituendo all'originario peristilio a sei colonne tre ampie fornici e le finestre del primo piano furono tramutate in balconi. Al suo interno rivela la tipica forma a ferro di cavallo, tipico dei teatri all'italiana, con tre ordini di palchi decorati con stucchi; l'ampia volta che lo ricopre non è decorata sfarzosamente ma è impreziosita da un pregevole lampadario di cristalli. Grande attenzione fu data alla sistemazione del ridotto che è decorato con quattro statue dei sovrani del tempo: Francesco I e Maria Isabella e i successori Ferdinando II e Maria Teresa. Il nome del teatro passò dopo l'unità d'Italia da "Real Teatro Ferdinando" a "Teatro Dauno" e nel 1928 fu dedicato al grande compositore foggiano Umberto Giordano. sito web www.teatrogiordano.it